# مهرجان نيوبورت الموسيقي

نيوبورت كلاسيكال، المعروف سابقًا باسم مهرجان نيوبورت للموسيقى، هو مهرجان موسيقي سنوي موجه لموسيقى الحجرة ومنظمة فنون الموسيقى الكلاسيكية على مدار العام في نيوبورت بولاية رود آيلاند، والذي بدأ في يوليو 1969. يتكون المهرجان من عشرات الحفلات الموسيقية كل عام، وتقام في مجموعة متنوعة من المواقع التاريخية حول المدينة. استضاف المهرجان أكثر من 2500 حفلة موسيقية شارك فيها ما يقرب من 150 فنانًا لأول مرة في أمريكا. تتضمن البرامج على مدار العام سلسلة تشامبر مع العروض التي أقيمت في قاعة نيوبورت كلاسيكال ريسيتال  وحفلات المجتمع ، التي تقام في المساحات الخضراء حول جزيرة أكو يدنيك.

## التاريخ

### البدايات
في عام 1966، تم تأسيس مهرجان أوبرا نيوبورت متروبوليتان. وفقًا لجورج وين المؤسس الأسطوري لكل من مهرجانات نيوبورت للجاز والفلكلور. تم حل مؤسسة مؤسسة أوبرا نيوبورت متروبوليتان غير الهادفة للربح لإنشاء مؤسسة رود آيلاند للفنون في شركة نيوبورت. في عام 1968 تم تعيين جلين سولس ، الذي عمل في أوبرا متروبوليتان مع رودولف بينغ  كأول مدير عام، حيث عمل على تنظيم موسم الصيف الأول في عام 1969 مع مجموعة كاملة من الفنون المسرحية  بما في ذلك ؛ موسيقى الحجرة ، والباليه ، والأفلام ، والمجموعات الصوتية ، وأداء واسع النطاق لـ حلاق إشبيلية.
يتحدث سولس عن السنة الثالثة من المهرجان قائلاً: "يمكنك أن تتخيل جيدًا كم هو ممتع لأولئك منا الذين عملوا بجد لإطلاق مهرجان نيوبورت الموسيقي في مواجهة الصعوبات الهائلة ليبدأوا الآن في اكتشاف الشعور بالديمومة، وأن تكون جهودنا معترف بها بشكل رائع من الأخرين مثل هارولد شوينبيرج ، الناقد الموسيقي المميز لصحيفة نيويورك تايمز الذي كتب مؤخرًا عن مهرجان نيوبورت: "الموسيقيون الجادون يعودون موسمًا بعد موسم لأنهم يجدون الكثير ليعجبوا به في مرجع منسي تتجاهله المؤسسة. إنهم يحبون تشغيلها ، الجماهير يحبون سماعها. لا يوجد مهرجان أكثر استرخاءً وغير مألوف ، وبطريقته الخاصة ، مهرجان مغامر في أي مكان".
أدركت شراكة المهرجان مع جمعية الحفاظ على مقاطعة نيوبورت إمكانية عزف موسيقى الحجرة في قصر نيوبورت التاريخي، وهو نوع الغرف الكبيرة التي كُتبت الموسيقى من أجلها في الأصل.

#### مارك مالكوفيتش الثالث
في عام 1975، أصبح مارك مالكوفيتش الثالث المدير العام للمهرجان. تحت قيادته ، أصبح المهرجان مشهورًا عالميًا لتقديم الفنانين الشباب الدوليين في بداياتهم في أمريكا الشمالية ، لتوفير عرض للفنانين الأمريكيين الناشئين ، وأداء ذخيرة نادرة. كما وصفه ريتشارد داير ،
كان المرجع الذي اختاره مارك لنيوبورت مذهلاً في مداها ونطاقها وتنوعها. على مر السنين، قدم المهرجان موسيقى لوحة المفاتيح الكاملة وموسيقى الحجرة لكل ملحن رئيسي من باخ حتى منتصف القرن العشرين، بالإضافة إلى عينات مثيرة للاهتمام من الموسيقى المكتوبة منذ ذلك الحين. وضع مارك روائع مألوفة إلى جانب الأعمال المهملة لنفس المؤلفين.
كان مارك مغرمًا بشكل خاص بالسادة القدامى الذين كان ظهورهم في هذا البلد نادرًا، كما أعاد تقديم العديد من الفنانين إلى هذا البلد الذين لا يزالون في منتصف حياتهم المهنية. وبطبيعة الحال كان مهتمًا دائمًا بالمواهب الشابة وكان كل موسم يقدم موسيقيين جدد وواعدين ...

#### الظهور الأمريكي لأول مرة في مهرجان نيوبورت الموسيقي
كان لعازفو البيانو الإيطاليون أندريا لوتشيني وبيترو دي ماريا، وعازفا الكمان الفرنسيان أوغستين دوماي ورافائيل أوليغ، وعازفو البيانو جان فيليب كولارد وفرانسوا رينيه دوشابل وألان جاكون، أول ظهور لهم في أمريكا في مهرجان نيوبورت للموسيقى.
منذ عام 1969 ، ظهر ما يقرب من 150 فنانًا أمريكيًا ناشئًا في مهرجان نيوبورت، وأنهت وفاة السيد مالكوفيتش المفاجئة في عام 2010 مسيرة رائعة ، حيث أشرف على 36 مواسم متتالية وقادت المهرجان إلى الصدارة هنا في المنزل وحول العالم.

##### مارك مالكوفيتش الرابع
في عام 2008 ، تولى مارك مالكوفيتش الرابع لقب المدير العام ومنح لاحقًا قيادة المنظمة بعد وفاة والده. شارك مالكوفيتش الأصغر شغف والده وقدم رؤيته الخاصة إلى المنظمة. بينما كان لا يزال مكرسًا للعصر الرومانسي ، بدأ المهرجان في عرض مجموعة واسعة من الفترات الموسيقية. أصبح باخ إلى برنشتاين والأعمال الجديدة من قبل كل من الملحنين الراسخين والناشئين، جزءًا من الذخيرة ، بالإضافة إلى اكتشافات من الروائع الصغيرة المنسية. تشمل الأمثلة العرض العالمي الأول لفيلم أن دانتي كانتابيلي رباعي الأيدي لكلود ديبوسي ، والذي تم العثور عليه في مخطوطة في مكتبة بيربونت مورغان في نيويورك ، ومقدمة غير معروفة لـ رحمانينوف، تم العثور عليها في مكتبة الكونغرس في واشنطن.
شهد موسم الذكرى الخمسين (4-22 يوليو 2018) توسيعًا للمشهد الموسيقي للمهرجان - الاحتفال بالذكرى السنوية لروسيني وديبوسي وبرنشتاين - وشمل أعمال الملحنين الأحياء. واصل المهرجان تكريم إرثه من خلال تقديم حفل مارك بي مالكوفيتش الثالث التذكاري ، وليلة الأوبرا الفرنسية المرموقة وثلاث حفلات صن رايز في بيت الشاي الصيني. كما جددت تعهدها للمجتمع المحلي وزوار نيوبورت من خلال تقديم حفلات عامة مجانية وتعزيز التزامها بالفنانين المحليين وبرامج الموسيقى.

###### الوقت الحالي
في 22 نوفمبر 2020 ، عين مجلس إدارة مهرجان نيوبورت الموسيقي جيليان فريدمان فوكس مديرة تنفيذية جديدة للمنظمة. خلال فترة عملها الأخيرة التي احتفلت كثيرًا في أوركسترا دالاس السيمفوني ، تلقت فوكس إشادة من النقاد لقيامها برعاية عروض وبرامج موسيقية كلاسيكية مبتكرة ومثيرة للتفكير. سوف يستهل فوكس حقبة جديدة للمهرجان مع دخوله موسمه الثالث والخمسين في عام 2021.
في 8 أكتوبر 2021 ، مرت المنظمة بتغيير اسمها وتغيير علامتها التجارية ، بعد تدقيق مكثف أجرته ساميتز بلاكستون للمضي قدمًا ، ستُعرف المنظمة باسم نيوبورت كلاسيك ، مما يعكس بشكل أفضل المهمة الحالية المتمثلة في التطلع إلى المستقبل والاحتفاء بتنوع التعبير داخل الشكل الفني من خلال البرمجة على مدار العام.
في 29 مارس 2022 ، أعلنت المنظمة عن البرمجة لمهرجان نيوبورت للموسيقى الكلاسيكية 2022 ، الذي يستمر من 1 إلى 17 يوليو مع 24 حفلة موسيقية تضم 32 فنانًا وفرقًا ضيفًا في 11 مكانًا. سيستمر مهرجان 2023 في الفترة من 4 إلى 23 يوليو 2023.

## دورات المهرجان
من بين الفنانين البارزين السابقين في مهرجان نيوبورت للموسيقى ما يلي:
- 1976: أندريه جافريلوف (أول ظهور أمريكي)
- 1979: The Swingle Singers ،[9] بيلا دافيدوفيتش (أول ظهور أمريكي)
- 1982: ديميتريس سغوروس (أول ظهور أميركي)
- 1997: فاليري أفاناسييف (أول ظهور أمريكي)
- 1989: باسكال روج ، بيرت لوكاريلي ، إريك روسكي ، بول بليشكا ، بن هولت [10]
- 2018: جوشوا بيل
- 2019: مطربو سوينجل ،، سييرا بوغيس ، مارك أندريه هاملين ، تشارلي أولبرايت[11]
- 2021: لعبة فار كراي وهارلم الرباعية و إيقاع الساحل الثالث  و آرون ديل و بوسطن تريوو و سيرجي أنتونوف وإيليا كازانتسيف و لارا دويتش وروبرت بويد و المنشد و بروكلين رايدر وأنتوني ماكجيل[12]
- 2022: أوركسترا أورفيوس تشاد مع تشاد هووبس وجافيلان براذرز وعرض عالمي أول لشون أوكبيبهولو ويوهانس موزر ومارك أندريه هاملين ، ذا كينغز سينجرز ، سو بيركوسيون ، جويس يانغ ، جانكشن تريو ، سبكترال كوارتيت ، وأكثر! [13]

## وصلات خارجية
- الموقع الرسمي